# Ан-Назиат
Ан-На́зи’а́т (араб. النازعات — Вырывающие) — семьдесят девятая сура Корана. Сура мекканская.  Состоит из 46 аятов.

## Содержание
Cура начинается с клятвы, что воскресение неизбежно и свершится по воле Аллаха. Затем речь идет о Мусе (Моисее) и Фараоне. Сура напоминает человеку о его деяниях и показывает, каково воздаяние будет порочным нечестивцам и преступившим пределы дозволенного. Сура завершается вопросами многобожников о времени наступления Дня воскресения. 

 Клянусь исторгающими души неверующих жестоко! ۝ Клянусь извлекающими души верующих нежно! ۝ Клянусь плывущими стремительно, ۝ опережающими уверенно ۝ и исполняющими повеления! ۝ В тот день сотрясется сотрясающаяся (раздастся первый трубный глас, после которого творения умрут), ۝ вслед за чем последует ещё одно сотрясение (раздастся второй трубный глас, после которого начнётся воскрешение), ۝ В тот день затрепещут сердца, ۝ а их взоры будут смиренны. ۝ Они говорят: «Неужели мы вернёмся в прежнее состояние  ۝ после того, как станем истлевшими костями?!» ۝ Они говорят: «Если так, то это - невыгодное возвращение!» ۝ Но раздастся лишь один глас, ۝ и все они окажутся на поверхности земли. 
—  79:1—14 (Кулиев)